# Большая Теректа
Большая Теректа — река в России, протекает по Усть-Коксинскому району Республики Алтай. Устье реки находится в 475 км от устья Катуни по левому берегу. Длина реки составляет 39 км, площадь водосборного бассейна — 438 км².

## Притоки
- 13 км: Теректушка
- 21 км: Чёрная Теректа

## Данные водного реестра
По данным государственного водного реестра России относится к Верхнеобскому бассейновому округу, водохозяйственный участок реки — Катунь, речной подбассейн реки — Бия и Катунь. Речной бассейн реки — (Верхняя) Обь до впадения Иртыша.